# Ekaterini Koffa
Ekaterini Koffa (griechisch Αικατερίνη Κόφφα, * 10. April 1969 in Karditsa) ist eine ehemalige griechische Sprinterin. Ihre Spezialstrecke waren die 200 Meter.

## Sportliche Laufbahn
Sie ist 1,77 m groß und wog in ihrer aktiven Zeit 63 kg.
Ihren größten Erfolg feierte sie bei den Hallenweltmeisterschaften 1997 in Paris, bei der sie die Jamaikanerin Juliet Cuthbert um eine Hundertstel schlug und in der Landesrekordzeit von 22,76 s die Goldmedaille gewann.
Bei den Freiluftweltmeisterschaften, die im selben Jahr in Athen stattfanden, lief sie zwar mit 22,70 s Saisonbestzeit, konnte sich jedoch nicht für den Endlauf qualifizieren.
Dafür war sie ein Jahr später bei den Halleneuropameisterschaften 1998 in Valencia erneut erfolgreich und holte sich in 22,86 s hinter Swetlana Gontscharenko aus Russland (Gold in 22,46 s) und der Deutschen Melanie Paschke (Silber in 22,50 s) die Bronzemedaille.
Ekaterini Koffa startete bei drei Olympischen Spielen – 1988 in Seoul, 1996 in Atlanta und 2000 in Sydney, konnte aber weder als Einzelläuferin noch als Mitglied der griechischen 4-mal-100-Meter-Staffel ein Finale erreichen.
Ihre persönlichen Bestzeiten, die sie beide im Jahr 1996 erzielte, liegen bei 11,12 s über 100 Meter und 22,67 s über 200 Meter.
Ihr Ehemann Angelos Pavlakakis war ebenfalls als Sprinter aktiv.